# Distrito electoral de Helena (condado de Johnson, Nebraska)
Helena (en inglés: Helena Precinct) es un distrito electoral ubicado en el condado de Johnson en el estado estadounidense de Nebraska. En el Censo de 2010 tenía una población de 231 habitantes y una densidad poblacional de 1,9 personas por km².

## Geografía
Helena se encuentra ubicado en las coordenadas 40°27′28″N 96°17′2″O / 40.45778, -96.28389. Según la Oficina del Censo de los Estados Unidos, Helena tiene una superficie total de 121.58 km², de la cual 121.44 km² corresponden a tierra firme y (0.11%) 0.14 km² es agua.

## Demografía
Según el censo de 2010, había 231 personas residiendo en Helena. La densidad de población era de 1,9 hab./km². De los 231 habitantes, Helena estaba compuesto por el 97.4% blancos, el 0% eran afroamericanos, el 0.87% eran amerindios, el 0% eran asiáticos, el 0% eran isleños del Pacífico, el 1.3% eran de otras razas y el 0.43% pertenecían a dos o más razas. Del total de la población el 1.73% eran hispanos o latinos de cualquier raza.